# Еухенио де Салазар
Еухенио де Салазар и Аларкон (шп. Eugenio de Salazar y Alarcón; Мадрид, 1530. — Ваљадолид, 16. октобар 1602), био је шпански писац ренесансе и Златног века. Такође, био је истраживач који је прешао Атлантски океан на шпанском броду у 16. веку.

## Биографија
Рођен је као син славног историчара Педра де Салазара и Марије де Аларкон. Студирао је право на Универзитету у Саламанци и Алкали, а дипломирао на Универзитету у Сигвензи. Салазар је имао истакнуту каријеру у шпанској колонијалној служби; био је гувернер Тенерифа, те судија у судовима Гватемале и Мексика.
Иако је ренесанса у „нови свет“ дошла преко италијанских утицаја које је у мексичку поезију увео Гутијере де Сетина, Еухенио Салазар, заједно са Педром де Трехом и Хуаном де ла Куевом спада у ред познатијих мексичких ренесансних писаца.